# Le Roi de Lahore

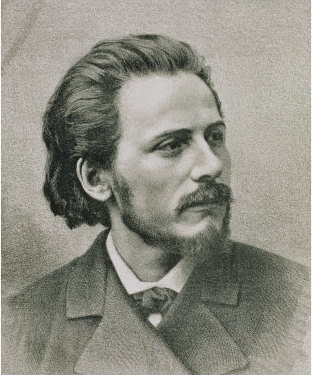
Jules Massenet

Le Roi de Lahore (Kungen av Lahore) är en opera i fem akter med musik av Jules Massenet och libretto av Louis Gallet efter Ludovic de Beauvoirs Voyage autour de monde (1874) som i sin tur byggde på en historia från Mahabharata.

## Historia
Le Roi de Lahore gjorde Massenets namn vida känt och gav honom den professur i komposition vid konservatoriet i Paris som han innehade resten av sitt liv. Operan hade premiär den 27 april 1877 på L'Opéra Garnier i Paris och var en av de första verken att uppföras där.

## Personer
- Sitâ, Indras prästinna (sopran)
- Kaled, kungens tjänare (mezzosopran)
- Alim, Kung av Lahore (tenor)
- Scindia, Alims minister (baryton)
- Timour, Indras överstepräst (bas)
- Indra, indisk gudinna (bas)
- En hövding (baryton)

## Handling
Kung Alim av Lahore älskar översteprästinnans systerdotter Sitâ. Hans egen minister och rival Scindia beskyller henne för att vanhelgat templet och hon döms till döden men räddas av kungen, som friar till henne. Alim ligger i krig med muslimerna och förråds av sin minister, som själv griper makten och rövar bort Sitâ. Alim dör av sina sår i striden och förs till Indras paradis men får tillåtelse att återvända till jorden om han lovar att komma tillbaka till Indra när Sitâ är död. Då han når sitt rike igen upptäcker han hur allt ligger till och vill döda Scindia då denne skall krönas, men Scindia utpekar honom som bedragare. Alim och Sitâ flyr tillsammans. Just när de skall tillfångatas begår hon självmord och Alim uppfyller sitt löfte och återvänder till Indras paradis. Där förenas han med sin älskade för evigt.